# Hadd mondjam el
A Hadd mondjam el Zalatnay Sarolta negyedik nagylemeze, amely 1973-ban, SLPX 17466-os katalógusszámmal jelent meg az MHV-Pepita lemezkiadónál. A zenéjét az éppen alakulóban lévő Skorpió együttes készítette, Frenreisz Károly, aki a dalokat is szerezte, játszik basszusgitáron. Mivel ekkor még Szűcs Antal Gábor nem volt tagja az együttesnek, Móricz Mihály gitározik az albumon, aki később a Fonográf zenekarba került. Emellett a később szintén a Fonográfot erősítő Tolcsvay László (akusztikus gitár és billentyű), valamint Papp Gyula, a Mini volt billentyűse és Fekete Gábor dobos játszik az albumon, vokálon a Mikrolied (Bódi Magdi, Herczku Annamária, Várszegi Éva) kísér.
Az album zeneileg megelőzte korát, viszont kereskedelmileg kevésbé volt sikeres. Betudható ez annak is, hogy a kor ízlésvilágához képest kevésbé slágeresebb irányvonalat képviselt, az énekesnő jól ismert nagy slágerei nem ezen az albumon találhatók. Mai mércével viszont zeneileg nagyon sokszínű, izgalmas, kitűnő alkotás, mind a közreműködő zenészek mind Zalatnay énekesnőként a legjobb formáját hozza a lemezen, kibontakoztatva sokszínű énektudását a rockosabb, bluesosabb, "Janis Joplinosabb" énekléstől a könnyedebb melódiákon át az egészen érzéki stílusig.

## Kiadások
Az eredeti 1973-as bakelitlemezes kiadás megkímélt állapotban ritkaságnak számít manapság a lemezpiacon, mert az énekesnő akkori népszerűségéhez képest keveset, csupán 50.000 példányt nyomtak belőle és mivel kereskedelmileg kevésbé volt sikeres, nem készítettek utánnyomásokat, valamint a Hungaroton később sem adta ki CD formátumban. Egyedül szovjet export-ra készítettek egy utánnyomást még 1973-ban, amelynek a címe: Дай мне рассказать volt.
Egészen 2008-ig kellett várni a lemez újranyomására LP formátumban, arra is mindössze háromszáz példányban került sor a Turbo M Kft kiadásában. 
Az album időközben külföldi DJ-k körében is népszerű lett a sample-ként használható erőteljes, karakteres ritmusszekció miatt. 2022 decemberében egy független finn kiadó, a Svart Records gondozásában jelent meg újra a kiadvány újrakeverve CD és kétféle LP formátumban (hagyományos fekete és a borító színvilágához igazodó zöld színben).

## Az album dalai
Az album dalainak zenéjét szerezte és a szövegeit írta Frenreisz Károly, kivéve azokat, melyeknél a dalszövegíró jelölve van.
A oldal
1. Hadd mondjam el – (Frenreisz Károly / Zalatnay Sarolta)
2. Kell egy hű barát
3. Srácok, óh srácok
4. Ne hidd el
5. Tanár úr kérem
6. Egyszer... – (Frenreisz Károly / Zalatnay Sarolta)

B oldal
1. Nem kell végre otthon ülni
2. Mért kell elfelednem
3. Csodabogár
4. Az öreg vár
5. Árva lett a mesevilág
6. Még mindig várlak – (Frenreisz Károly / Zalatnay Sarolta)

## Közreműködnek
- Zalatnay Sarolta – ének
- Deli István – konga
- Fekete Gábor – dob
- Frenreisz Károly – basszusgitár, akusztikus gitár, fuvola, szaxofon
- Móricz Mihály – gitár
- Papp Gyula – orgona, zongora, Fender-zongora, cembalo
- Tolcsvay László – Fender-zongora, akusztikus gitár
- Mikrolied (Bódy Magdi, Herczku Annamária, Várszegi Éva)

### Produkció
- Radányi Endre – hangmérnök
- Hézser Zoltán – zenei rendező
- Huschit János – fotó
- Kolma Imre – grafikai tev

## Külső hivatkozások
- Hadd mondjam el